# Генерал Ватутін (теплохід)
Генерал Ватутін — чотирипалубний річковий пасажирський круїзний теплохід класу «Дмитро Фурманов», що зареєстрований у порту Нижнього Новгорода та належить компанії «Skypoint limited» із Беліза. 
Судно споруджене 1986 року на східнонімецькій судноверфі «VEB Elbewerften Boizenburg/Roßlau» у Бойценбурзі. До 1993 року називалося «Лебедине озеро». З початку експлуатації належало компанії «Укррічфлот» із портом приписки в Херсоні. У 2002 році продане кіпрській судноплавній компанії, яка надала його в експлуатацію українському оператору «Червона Рута». У червні 2017 року було відслідковано, що теплохід змінив курс руху у бік Росії. Як виявилося пізніше, судно було придбане іншою компанією та перереєстровано у Белізі і тримало свій курс до порту Ростова-на-Дону для проходження позапланового технічного обслуговування.. Однак вже наприкінці того ж року теплохід змінив порт приписки на російський Нижній Новгород.